# 熱血!ビーチバレーだよ くにおくん
『熱血!ビーチバレーだよ くにおくん』（ねっけつビーチバレーだよ くにおくん）は、1994年7月29日に日本のテクノスジャパンから発売されたゲームボーイ用ビーチバレーゲーム。
同社の『くにおくんシリーズ』の1作であり、テクノスジャパンが製作したシリーズ最後の作品である。2人1組でビーチバレー対戦を行う。他のスポーツゲームの例に漏れず、必殺技が繰り出される破天荒な展開ではあるが、殴りあうことはできない。
開発はテクノスジャパンが行い、音楽は同シリーズの作品を数多く手掛けている澤和雄が担当している。
2008年に携帯電話ゲームとして各種キャリアにて配信された他、2012年にニンテンドー3DS用のバーチャルコンソール対応ソフトとして配信された。

## ゲーム内容
対戦形式は、1人でCOMと対決する「1Pモード」と2人で対人戦を行う「VSモード」の2種類がある。
登場ステージはビーチのみならず、サッカー場やコロシアム、果ては空手道場や寺の境内などがある。
本作はスーパーゲームボーイ対応作品で、スーパーゲームボーイを使うと画面がカラーで表示され、BGMはSFC音源になり、「VSモード」は通信ケーブルを使わずにプレイ可能になるが、ピクチャーフレームはない。

## 登場チーム
全部で8チームあり、全てメンバーは固定されている。中にはビーチバレーとかけ離れたユニークなキャラクターもいる。
熱血チーム
シリーズの顔である、くにお&りきのコンビ。
女子バレーボールチーム
シリーズでおなじみの桃園里美(ももぞの さとみ)&『ダウンタウン熱血行進曲』にて登場した森沢博子(もりさわ ひろこ)のコンビ。森沢は桃園の中学時代の友人である。
サッカーチーム
サッカー部部長の隼健治&サッカー部顧問のリベロ・C・山下のコンビ。彼らは私立溝口外語学校に在籍している。
空手チーム
空手家の加納力&佐野竜助のコンビ。加納は流雲会館の最年少師範で、佐野はその友人である。
マッチョチーム
ボディビルダーの一条君雄&嶋田則輝のコンビ。ともにマイアミで暮らしていたことがある。
お笑いチーム
楢橋しんじ&今井りょうのコンビ。ともに劇団『じゅうじゅう』に所属するお笑い担当である。
闘牛士チーム
闘牛士を夢見る生野牛史郎&スペインからの留学生ペドロ・カーチスのコンビ。
天狗チーム
柴田星史郎&柴田京史郎の兄弟。兄の星史郎は一族の11代目で、弟の京史郎は師範代。ちなみに彼らの顔はお面ではなく、素顔である。

## 移植版
| No. | タイトル                         | 発売日        | 対応機種                    | 開発元             | 発売元                 | メディア                              | 型式 | 備考 | 出典              |
| --- | -------------------------------- | ------------- | --------------------------- | ------------------ | ---------------------- | ------------------------------------- | ---- | ---- | ----------------- |
| 1   | 熱血!ビーチバレーだよ くにおくん | 2008年1月16日 | Yahoo!ケータイ （S!アプリ） | ウェブドゥジャパン | ウェブドゥジャパン     | ダウンロード （熱血硬派くにお君）     | -    |      | [ 2 ]             |
| 2   | 熱血!ビーチバレーだよ くにおくん | 2008年2月7日  | iアプリ                     | ウェブドゥジャパン | ウェブドゥジャパン     | ダウンロード （熱血硬派くにお君i）    | -    |      | [ 1 ] [ 3 ] [ 4 ] |
| 3   | 熱血!ビーチバレーだよ くにおくん | 2008年4月10日 | EZアプリ                    | ウェブドゥジャパン | ウェブドゥジャパン     | ダウンロード （熱血硬派くにお君EZ）   | -    |      | [ 5 ]             |
| 4   | 熱血!ビーチバレーだよ くにおくん | 2012年1月25日 | ニンテンドー3DS             | テクノスジャパン   | アークシステムワークス | ダウンロード （バーチャルコンソール） | -    |      | [ 6 ] [ 7 ] [ 8 ] |

## スタッフ
- プログラム：ストレートさとう
- デザイナー：しごとにんつぼや（坪谷衛）、大竹剛
- サウンド：アミーゴさわ（澤和雄）、ごとうなおき
- 広報：しみずさん、平井健雄
- おてつだい：しおしおかい（甲斐浩二）、かしわやひでくん（かしわやひでとし）、はるゆきホーガン（渡邊晴行）、まるみちのく、たちごけつちだ（つちだひろえ）、細野健、こんどうくん、丸田康司、ふじたさん、かりやさん、さとうさん
- 企画：よこぺん

## 評価
ゲーム誌『ファミコン通信』の「クロスレビュー」では、6・5・5・4の合計20点（満40点）、『ファミリーコンピュータMagazine』の読者投票による「ゲーム通信簿」での評価は以下の通り、22.1点（満30点）となっている。
| 項目 | キャラクタ | 音楽 | お買得度 | 操作性 | 熱中度 | オリジナリティ | 総合 |
| 得点 | 4.2        | 3.5  | 3.7      | 3.4    | 3.6    | 3.7            | 22.1 |